# Александар Дима Отац
Александар Дима (фр. Alexandre Dumas; Вилер Котре, 24. јул 1802 — Дјеп, 5. децембар 1870) је био француски књижевник. Отац је Александра Диме Сина, такође писца и драматурга.
Александар Дима Отац један је од зачетника такозваног романа — фељтона. Талентован писац богате фантазије и живог духа, подједнако успјешно се окушао у позоришним дјелима и у историјским романима. Најпознатије му је дјело авантуристички роман „Три мускетара“, познат по занимљивом заплету, многим пустоловинама и симпатичним и храбрим јунацима. Утицај Диминих историјско-авантуристичих романа осетио се готово у целој европској популарној литератури. Написао је, што сам, што у сарадњи с другима, око 300 романа и драма. За позориште је заслужан јер је написао прву историјску романтичну драму „Хенрик III и његов двор“. Написао је и бројне чланке у часописима и путописне књиге; његови објављени радови су укупно имали преко 100.000 страница. Дума је 1840-их основао Историјски театар у Паризу.
Његов отац, генерал Томас-Александар Дума Дави де ла Пејтори, рођен је у француској колонији Сент-Доминго (данашњи Хаити) од Александра Антоана Давија де ла Пејтора, француског племића, и Мари-Сесет Дума, афричке робиње. Када је имао 14 година, Томаса-Александра је његов отац одвео у Француску, где се школовао на војној академији и ушао у војску, где је имао успешну каријеру.

## Радови

### Фикција

#### Историја хришћанства
- Acté of Corinth; or, The convert of St. Paul. a tale of Greece and Rome. (1839), a novel about Rome, Nero, and early Christianity.
- Isaac Laquedem (1852–53, incomplete)

#### Висока авантура
- The Countess of Salisbury (La Comtesse de Salisbury; Édouard III, 1836)
- Captain Paul (Le Capitaine Paul, 1838)
- Othon the Archer (Othon l'archer 1840)
- Captain Pamphile (Le Capitaine Pamphile, 1839)
- The Fencing Master (Le Maître d'armes, 1840)
- Castle Eppstein; The Spectre Mother (Chateau d'Eppstein; Albine, 1843)
- Amaury (1843)
- The Corsican Brothers (Les Frères Corses, 1844)
- The Black Tulip (La Tulipe noire, 1850)
- Olympe de Cleves (1851–52)
- Catherine Blum (1853–54)
- The Mohicans of Paris (Les Mohicans de Paris, 1854)
- Salvator (Salvator. Suite et fin des Mohicans de Paris, 1855–1859)
- The Last Vendee, or the She-Wolves of Machecoul (Les louves de Machecoul, 1859). A romance (not about werewolves).
- La Sanfelice (1864), set in Naples in 1800
- Pietro Monaco, sua moglie Maria Oliverio ed i loro complici, (1864). An Appendix to Ciccilla by Peppino Curcio

#### Фантазија
- The Nutcracker (Histoire d'un casse-noisette, 1844)
- The Pale Lady (1849)
- The Wolf Leader (Le Meneur de loups, 1857)

#### Монте Кристо
1. Georges (1843)
2. The Count of Monte Cristo (Le Comte de Monte-Cristo, 1844–46)

#### Луј XV
1. The Conspirators (Le chevalier d'Harmental, 1843)
2. The Regent's Daughter (Une Fille du régent, 1845). Sequel to The Conspirators.

#### Дартањанове романсе
1. The Three Musketeers (Les Trois Mousquetaires, 1844)
2. Twenty Years After (Vingt ans après, 1845)
3. The Vicomte de Bragelonne, sometimes called Ten Years Later (Le Vicomte de Bragelonne, ou Dix ans plus tard, 1847)

##### Сродни радови
1. Louis XIV and His Century (Louis XIV et son siècle, 1844)
2. The Women's War (La Guerre des Femmes, 1845)
3. The Count of Moret; The Red Sphinx; or, Richelieu and His Rivals (Le Comte de Moret; Le Sphinx Rouge, 1865–66)

#### Романсе Валоа
1. La Reine Margot, also published as Marguerite de Valois (1845)
2. La Dame de Monsoreau (1846) (later adapted as a short story titled "Chicot the Jester")
3. The Forty-Five Guardsmen (1847) (Les Quarante-cinq)
4. Ascanio (1843)
5. The Two Dianas (Les Deux Diane, 1846)[10]
6. The Page of the Duke of Savoy, (1855)
7. The Horoscope: a romance of the reign of François II (1858)

#### Романсе Марије Антоанете
1. Joseph Balsamo (Mémoires d'un médecin: Joseph Balsamo, 1846–48) (a.k.a. Memoirs of a Physician, Cagliostro, Madame Dubarry, The Countess Dubarry, or The Elixir of Life). Joseph Balsamo is about 1000 pages long, and is usually published in two volumes in English translations: Vol 1. Joseph Balsamo and Vol 2. Memoirs of a Physician.  The long unabridged version includes the contents of book two, Andrée de Taverney; the short abridged versions usually are divided in Balsamo and Andrée de Taverney as completely different books.
2. Andrée de Taverney, or The Mesmerist's Victim
3. The Queen's Necklace (Le Collier de la Reine, (1849−1850)
4. Ange Pitou (1853) (a.k.a. Storming the Bastille or Six Years Later)
5. The Hero of the People
6. The Royal Life Guard or The Flight of the Royal Family.
7. The Countess de Charny (La Comtesse de Charny, 1853–1855)
8. Le Chevalier de Maison-Rouge (1845) (a.k.a. The Knight of the Red House, or The Knight of Maison-Rouge)

#### Трилогија Сент-Хермин
1. The Companions of Jehu (Les Compagnons de Jehu, 1857)
2. The Whites and the Blues (Les Blancs et les Bleus, 1867)
3. The Knight of Sainte-Hermine (Le Chevalier de Sainte-Hermine, 1869) It was published in English in 2008 as The Last Cavalier.

#### Робин Худ
1. The Prince of Thieves (Le Prince des voleurs, 1872, posthumously).
2. Robin Hood the Outlaw (Robin Hood le proscrit, 1873, posthumously).

### Драма
- The Hunter and the Lover (1825)
- The Wedding and the Funeral (1826)
- Henry III and his court (1829)
- Christine – Stockholm, Fontainebleau, and Rome (1830)
- Napoleon Bonaparte or Thirty Years of the History of France (1831)
- Antony (1831)
- Charles VII at the Homes of His Great Vassals (Charles VII chez ses grands vassaux, 1831).
- Teresa (1831)
- La Tour de Nesle (1832), a historical melodrama
- The Memories of Anthony (1835)
- The Chronicles of France: Isabel of Bavaria (1835)
- Kean (1836)
- Caligula (1837)
- Miss Belle-Isle (1837)
- The Young Ladies of Saint-Cyr (1843)
- The Youth of Louis XIV (1854)
- The Son of the Night – The Pirate (1856)
- The Gold Thieves (after 1857).[7]

### Нефикција
- Impressions de voyage: En Suisse (Travel Impressions: In Switzerland, 1834)
- Une Année à Florence (A Year in Florence, 1841)
- De Paris à Cadix (From Paris to Cadiz, 1847)
- Montevideo, ou une nouvelle Troie, 1850 (The New Troy), inspired by the Great Siege of Montevideo
- Le Journal de Madame Giovanni (The Journal of Madame Giovanni, 1856)
- Travel Impressions in the Kingdom of Napoli/Naples Trilogy:
- Impressions of Travel in Sicily (Le Speronare (Sicily – 1835), 1842
- Captain Arena (Le Capitaine Arena (Italy – Aeolian Islands and Calabria – 1835), 1842
- Impressions of Travel in Naples (Le Corricolo (Rome – Naples – 1833), 1843
- Travel Impressions in Russia – Le Caucase Original edition: Paris 1859
- Adventures in Czarist Russia, or From Paris to Astrakhan (Impressions de voyage: En Russie; De Paris à Astrakan: Nouvelles impressions de voyage (1858), 1859–1862
- Voyage to the Caucasus (Le Caucase: Impressions de voyage; suite de En Russie (1859), 1858–1859
- The Bourbons of Naples (итал. I Borboni di Napoli, 1862) (7 volumes published by Italian newspaper L'Indipendente, whose director was Dumas himself).[12][13]